# 比永
比永（法語：Billom，法語發音：[bijɔ̃]），法国中南部城市，奥弗涅-罗讷-阿尔卑斯大区多姆山省的一个市镇，隶属于克莱蒙费朗区，其市镇面积为16.96平方公里，2022年1月1日时人口数量为4,826人，在法国城市中排名第2,306位。
比永位于多姆山省中部，利马涅平原腹地，是一个区域性的中心城市，多条公路在此交汇。法国作家喬治·巴代伊出生于比永。

## 地名来源
“比永”一名来源于高卢语“Biliomagus”，其中“Bili-”意为“树林”，“Magus”则意为“市场”，两者组合即意为“木材集市”，在现代法语中写作。

## 历史

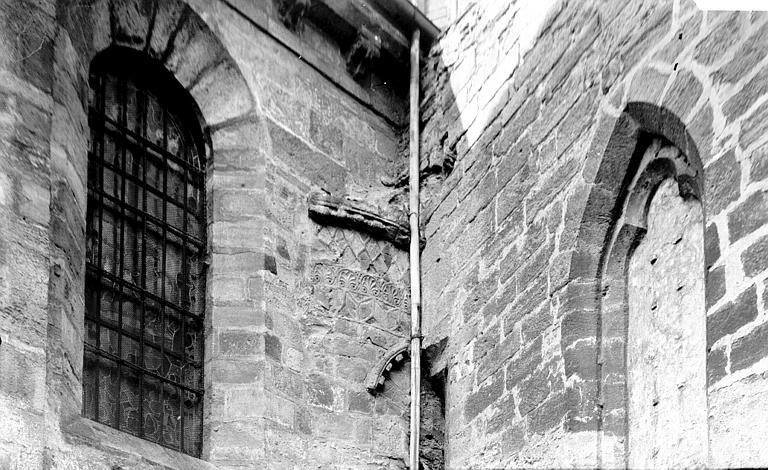
比永大教堂的外墙

比永在高卢-罗马时期即已出现聚落，罗马人所修建的连接里昂和波尔多的道路由此通过，使得当地逐渐发展成为一座重要的集镇，并出现了城墙等设施。墨洛温王朝时期，当地出现了一处修道院；至中世纪末期，当地又出现了多个天主教堂，其中圣塞尔讷夫大教堂逐渐成为当地的行政中心。自12世纪起，比永成为克莱蒙主教的一处领地，但在实际中却缺乏管理，直至18世纪末，历代奥弗涅执政者都未曾访问此地。法国大革命后，比永成为多姆山省的一个市镇，并在1790至1795年间为该省的一个地区行署。工业革命期间，一条地方铁路由此通过，当地自19世纪末起因大蒜种植而得到发展。1886年，比永境内出现了一处军事学校及营地，后于1963年搬迁。
2011年，比永所在的比永市镇公共社区被法国文化部评为“艺术与历史之城”。

## 地理

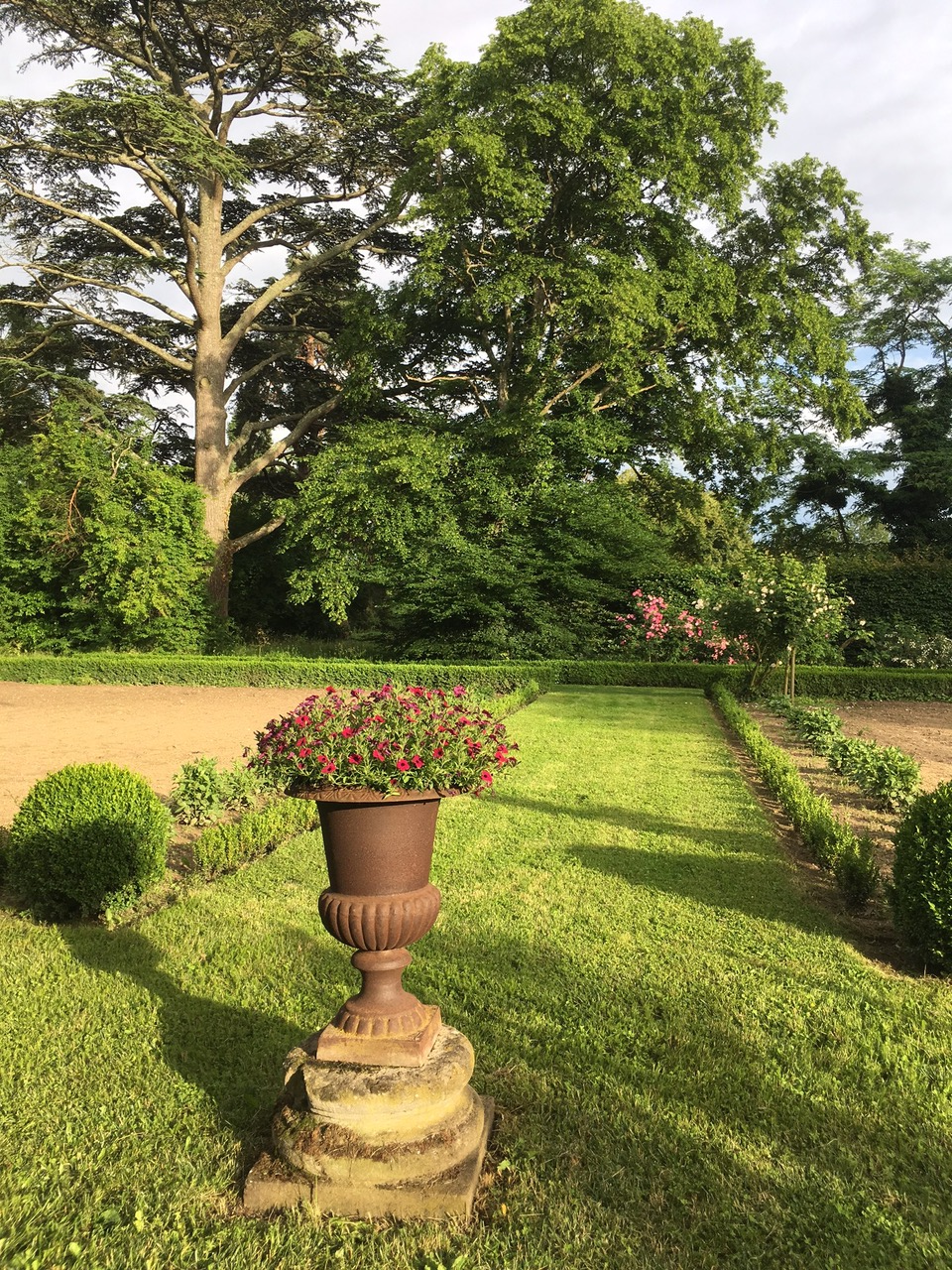
比永境内的一处花园

比永位于法国中南部，奥弗涅-罗讷-阿尔卑斯大区西部和多姆山省中部，距离省会克莱蒙费朗大约24公里。与比永接壤的市镇包括：沙镇、绍里亚、比永附近埃格利斯讷沃、埃斯皮拉、格莱讷-蒙泰居、蒙莫兰、雷尼亚、阿列河畔圣乔治、圣于连德科佩勒。

### 地形
比永位于利马涅平原中东部，境内的小蒂尔吕龙山（Le Petit Turluron）是当地的最高点，除此之外当地地势总体平坦，全境海拔在345到563米之间。

### 水文
昂戈河（L'Angaud）和马代河（Le Madet）自南向北流经境内，并在市区北部交汇，属于卢瓦尔河水系。

### 植被
比永属于温带落叶林区，市区内有多处城市绿地等，均常年免费向公众开放。

### 气候
比永在柯本气候分类法中属于温带海洋性气候，但因其面向大西洋的一侧有山地阻挡，故当地的海洋性特征不太明显。
比永境内设有气象站，以下为该气象站的数据（其中日照数据取自克莱蒙费朗）：
| 比永1981年－2019年  | 比永1981年－2019年 | 比永1981年－2019年 | 比永1981年－2019年 | 比永1981年－2019年 | 比永1981年－2019年 | 比永1981年－2019年 | 比永1981年－2019年 | 比永1981年－2019年 | 比永1981年－2019年 | 比永1981年－2019年 | 比永1981年－2019年 | 比永1981年－2019年 | 比永1981年－2019年 |
| 月份                | 1月                | 2月                | 3月                | 4月                | 5月                | 6月                | 7月                | 8月                | 9月                | 10月               | 11月               | 12月               | 全年               |
| ------------------- | ------------------ | ------------------ | ------------------ | ------------------ | ------------------ | ------------------ | ------------------ | ------------------ | ------------------ | ------------------ | ------------------ | ------------------ | ------------------ |
| 历史最高温 °C（°F） | 22 (72)            | 24 (75)            | 26 (79)            | 29.1 (84.4)        | 31.8 (89.2)        | 37 (99)            | 39 (102)           | 39.5 (103.1)       | 35.5 (95.9)        | 28.1 (82.6)        | 23.8 (74.8)        | 19.5 (67.1)        | 39.5 (103.1)       |
| 平均高温 °C（°F）   | 6.4 (43.5)         | 7.8 (46.0)         | 11.5 (52.7)        | 14.3 (57.7)        | 18.8 (65.8)        | 22.4 (72.3)        | 25.5 (77.9)        | 25.2 (77.4)        | 21.1 (70.0)        | 16.4 (61.5)        | 10 (50)            | 6.8 (44.2)         | 15.5 (59.9)        |
| 日均气温 °C（°F）   | 2.9 (37.2)         | 3.8 (38.8)         | 6.7 (44.1)         | 9.1 (48.4)         | 13.4 (56.1)        | 16.8 (62.2)        | 19.5 (67.1)        | 19.2 (66.6)        | 15.6 (60.1)        | 11.9 (53.4)        | 6.4 (43.5)         | 3.6 (38.5)         | 10.7 (51.3)        |
| 平均低温 °C（°F）   | −0.5 (31.1)        | −0.2 (31.6)        | 2 (36)             | 4 (39)             | 8 (46)             | 11.2 (52.2)        | 13.4 (56.1)        | 13.2 (55.8)        | 10.1 (50.2)        | 7.4 (45.3)         | 2.8 (37.0)         | 0.4 (32.7)         | 6 (43)             |
| 历史最低温 °C（°F） | −20 (−4)           | −17 (1)            | −15.2 (4.6)        | −5 (23)            | −1.5 (29.3)        | 2.5 (36.5)         | 5.5 (41.9)         | 4.5 (40.1)         | 1 (34)             | −6.5 (20.3)        | −10.5 (13.1)       | −13 (9)            | −20 (−4)           |
| 平均降水量 mm（）   | 54.8 (2.16)        | 47.2 (1.86)        | 54.7 (2.15)        | 81 (3.2)           | 109.2 (4.30)       | 89.4 (3.52)        | 71.5 (2.81)        | 82.4 (3.24)        | 90 (3.5)           | 83.4 (3.28)        | 74.4 (2.93)        | 56.5 (2.22)        | 894.5 (35.22)      |
| 月均日照時數        | 88.9               | 108.4              | 161.4              | 173.5              | 197.9              | 225.2              | 249.2              | 234.8              | 185.4              | 135.1              | 84                 | 69.2               | 1,913              |
| 来源：infoclimat.fr |                    |                    |                    |                    |                    |                    |                    |                    |                    |                    |                    |                    |                    |

## 行政区划
比永是法国奥弗涅-罗讷-阿尔卑斯大区多姆山省的一个市镇，编号为63040。比永隶属于克莱蒙费朗区和多姆山省第五选区，管理比永县，同时也是比永市镇公共社区的办公驻地。
法国国家统计与经济研究所（简称）在进行数据统计时，将包括比永在内的共182个市镇划为克莱蒙费朗城市区。自2020年起，克莱蒙费朗城市区被包含209个市镇的克莱蒙费朗城市辐射区代替。同时，还将比永市镇整体看作一个“块区”（IRIS）。

## 交通

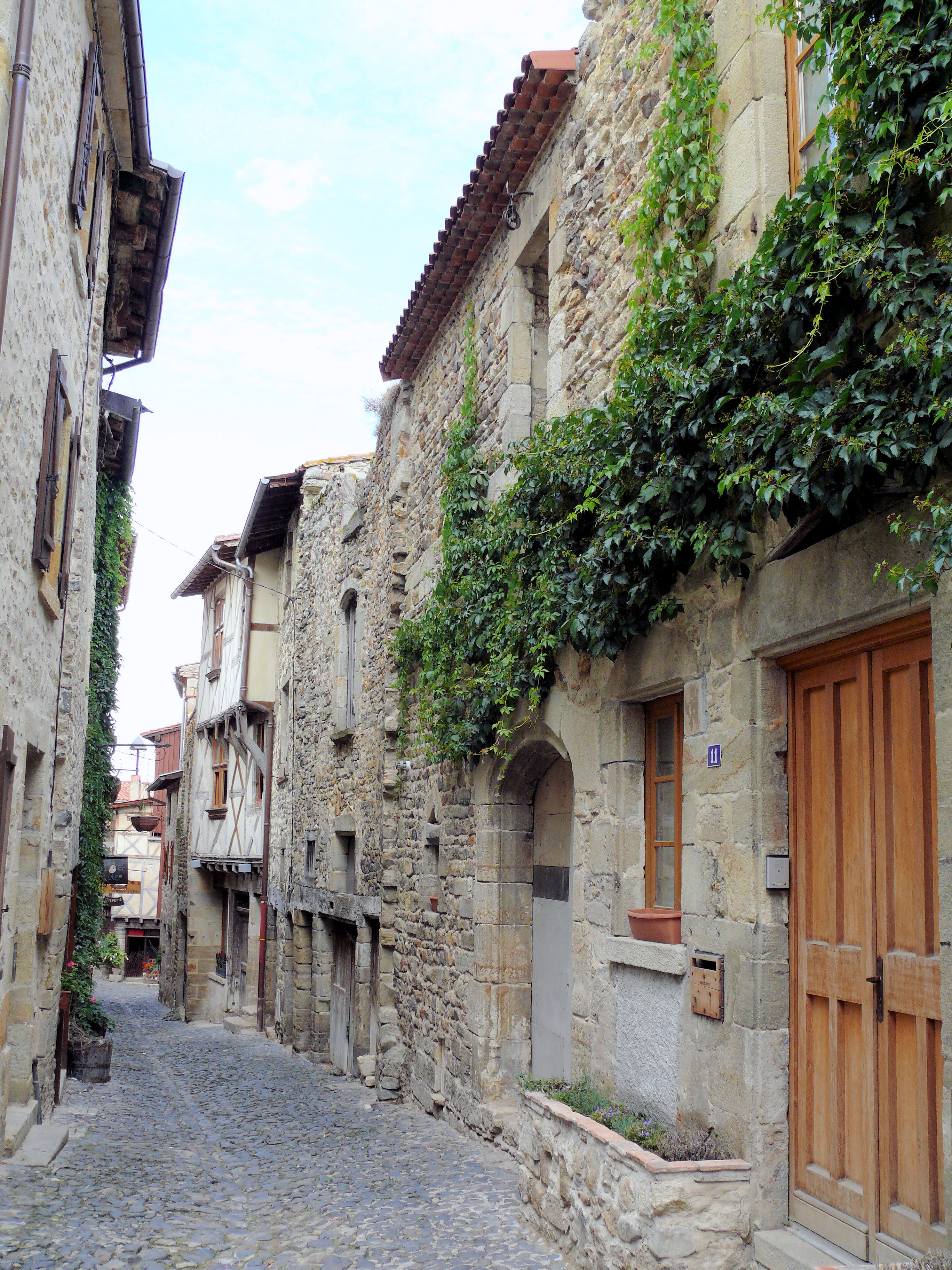
比永市中心的一条街道

### 公路
多条多姆山省省道在比永境内交汇，多姆山省城际巴士23线可前往省会克莱蒙费朗。
2017年，69.7%的比永家庭拥有至少一辆的私人汽车。2018年，比永境内共发生各类交通事故3起，造成4人受伤。

### 铁路
比永位于韦尔泰宗－比永铁路上，该铁路是一条地方性支线，现已基本废弃。距离比永最近的客运铁路车站为韦尔泰宗站，该站停靠往返于克莱蒙费朗和蒂耶尔一线的区域列车。

### 航空
距离比永最近的民用航空站为克莱蒙费朗机场，距离比永市中心的公路里程约21公里。

### 城市公共交通
截至2021年3月，比永暂无城市公共交通系统。

## 政治

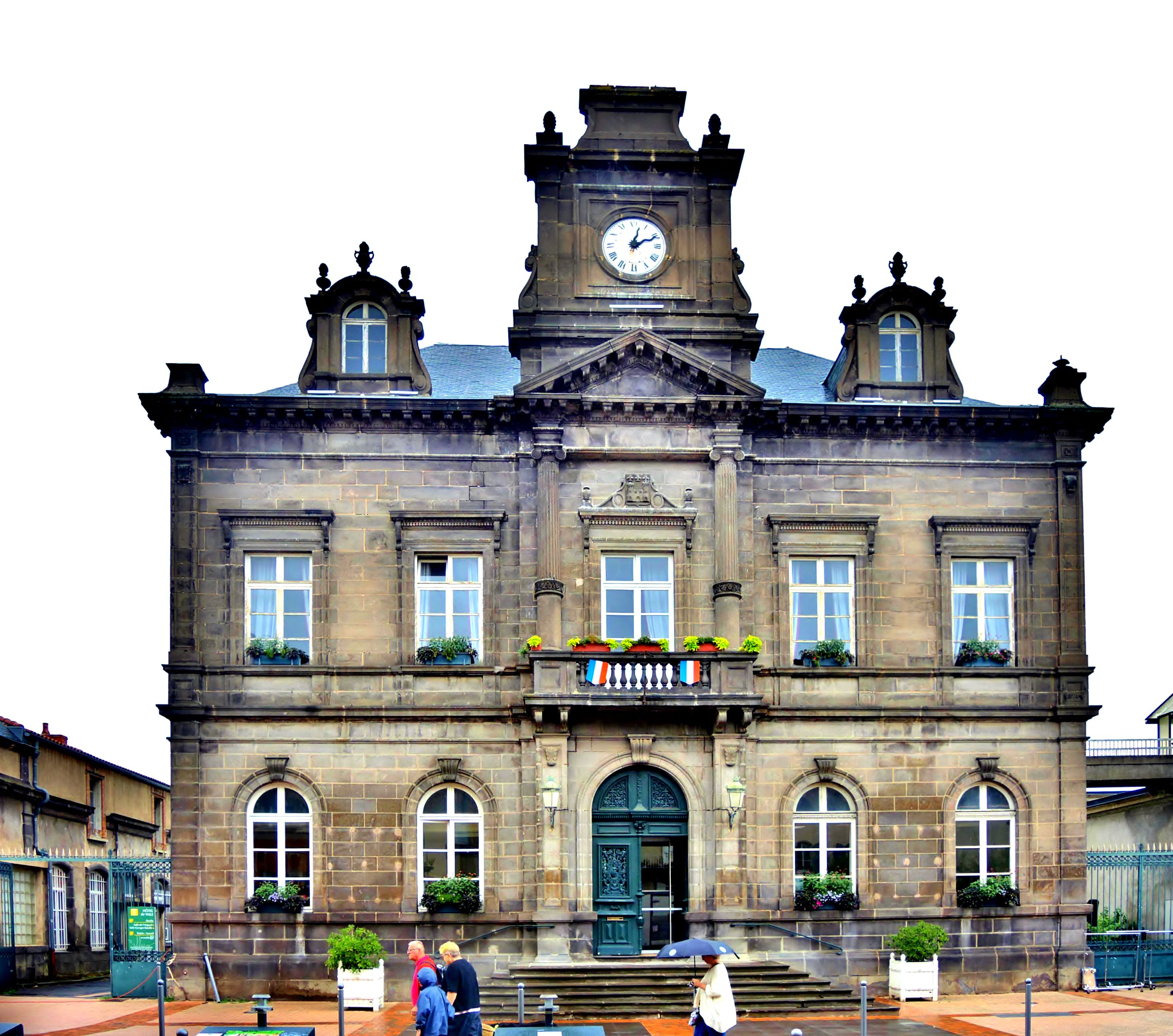
比永市政厅

比永的现任市长为让-米歇尔·沙尔拉先生（Jean-Michel Charlat），他是法国共产党的一名成员，在2020年的市政选举中获得了70.83%的支持率。
在2017年的法国总统大选中，法国第25任总统埃马纽埃尔·马克龙在比永获得了72.15%的支持率。
| 比永历届市长   |                  |                                |
| 任期           | 市长             | 党派                           |
| 1944年－1946年 | 费尔南·居永      | 不详                           |
| 1946年－1962年 | 安托万·迪尚      | 不详                           |
| 1962年－1965年 | 保罗·库洛东      | 不详                           |
| 1965年－1983年 | 伊夫·居永        | SFIO工人国际法国支部 →PS社会党 |
| 1983年－1989年 | 路易·居埃        | DVD右翼无党派人士              |
| 1989年－1995年 | 伊夫·居永        | PS社会党                       |
| 1995年－2001年 | 米歇尔·格拉斯    | DVG左翼无党派人士              |
| 2001年－2015年 | 皮埃尔·居永      | PS社会党                       |
| 2016年－       | 让-米歇尔·沙尔拉 | PCF法国共产党                  |

## 人口
2017年，比永市镇人口数量为4,741，在法国排名第2,306位。其中男性2,212人，女性2,529人，75岁及以上人口占10.5%，外籍人口数量为956人，人口密度为280人/平方公里，当地居民被称为（男性）或（女性）。2018年，比永境内出生60人，死亡人口107人。
| 年份   | 1936  | 1946  | 1954  | 1962  | 1968  | 1975  | 1982  | 1990  | 1999  | 2006  | 2011  | 2016  | 2018  |
| ------ | ----- | ----- | ----- | ----- | ----- | ----- | ----- | ----- | ----- | ----- | ----- | ----- | ----- |
| 人口數 | 3,699 | 3,607 | 3,389 | 3,300 | 3,704 | 3,968 | 4,092 | 3,968 | 4,246 | 4,575 | 4,632 | 4,732 | 4,754 |

## 经济
比永是一个区域性的中心城市，当地共有各类用人单位734家，平均历史为18年，其中99.57%为中小型企业（PME）。（木材加工）、（零售）及（汽车销售）是当地2019年营业额最高的三个企业，分别为22,293,945欧元、9,629,989欧元和2,972,195欧元。

## 财政收入
2019年，比永的财政收入总额为4,770,790欧元，财政支出总额为3,697,440欧元，当年的债务总额为3,502,720欧元。
2015年，比永的人均月收入总额为2,262欧元，其中高级职员为3,984欧元，中级职员为2,458欧元，普通职员为1,830欧元。
2017年，比永境内的青壮年（15至64岁）失业率为14.4%，当地48.7%的家庭拥有纳税资格。

## 社会事务

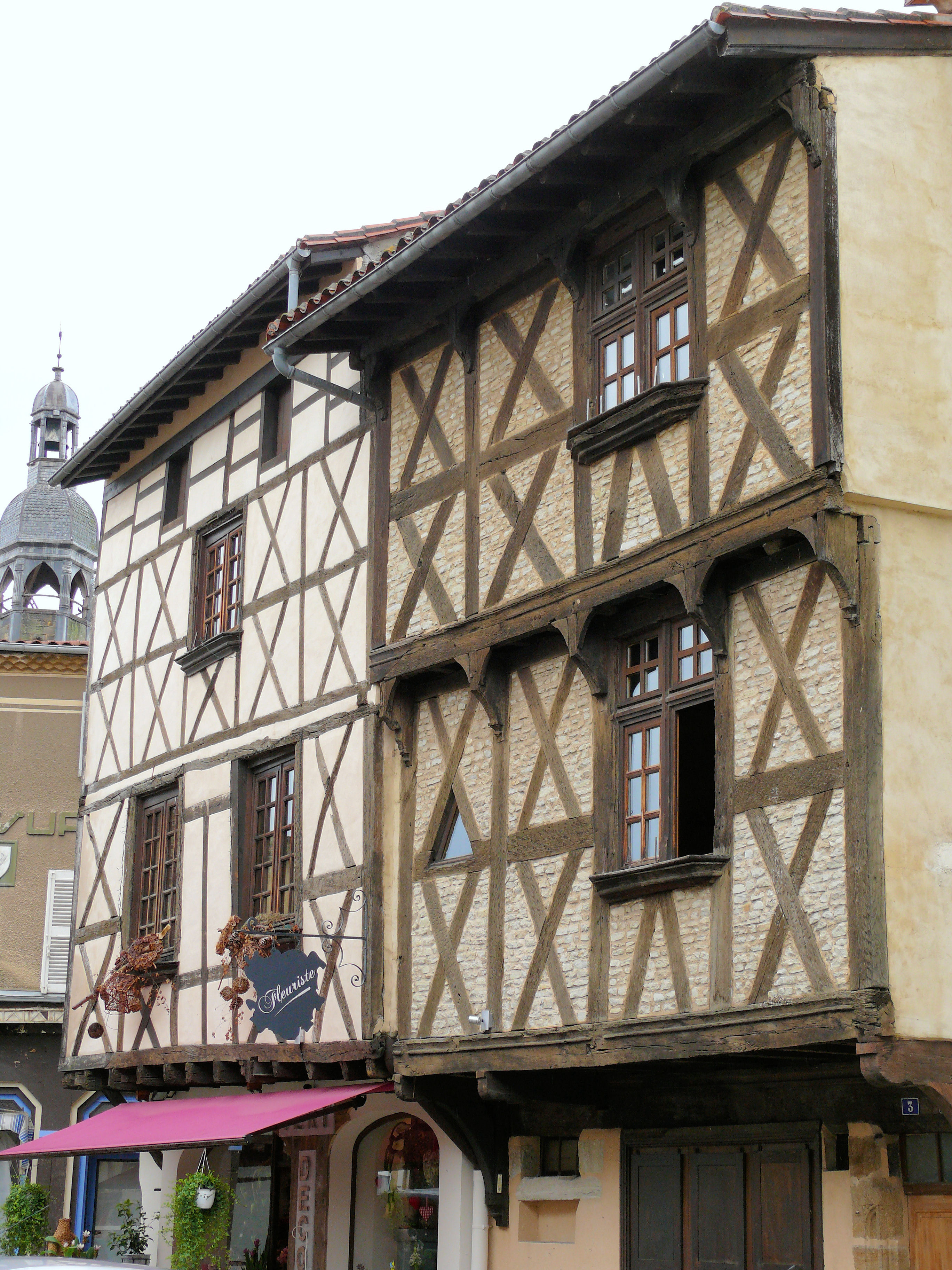
比永市中心的历史建筑

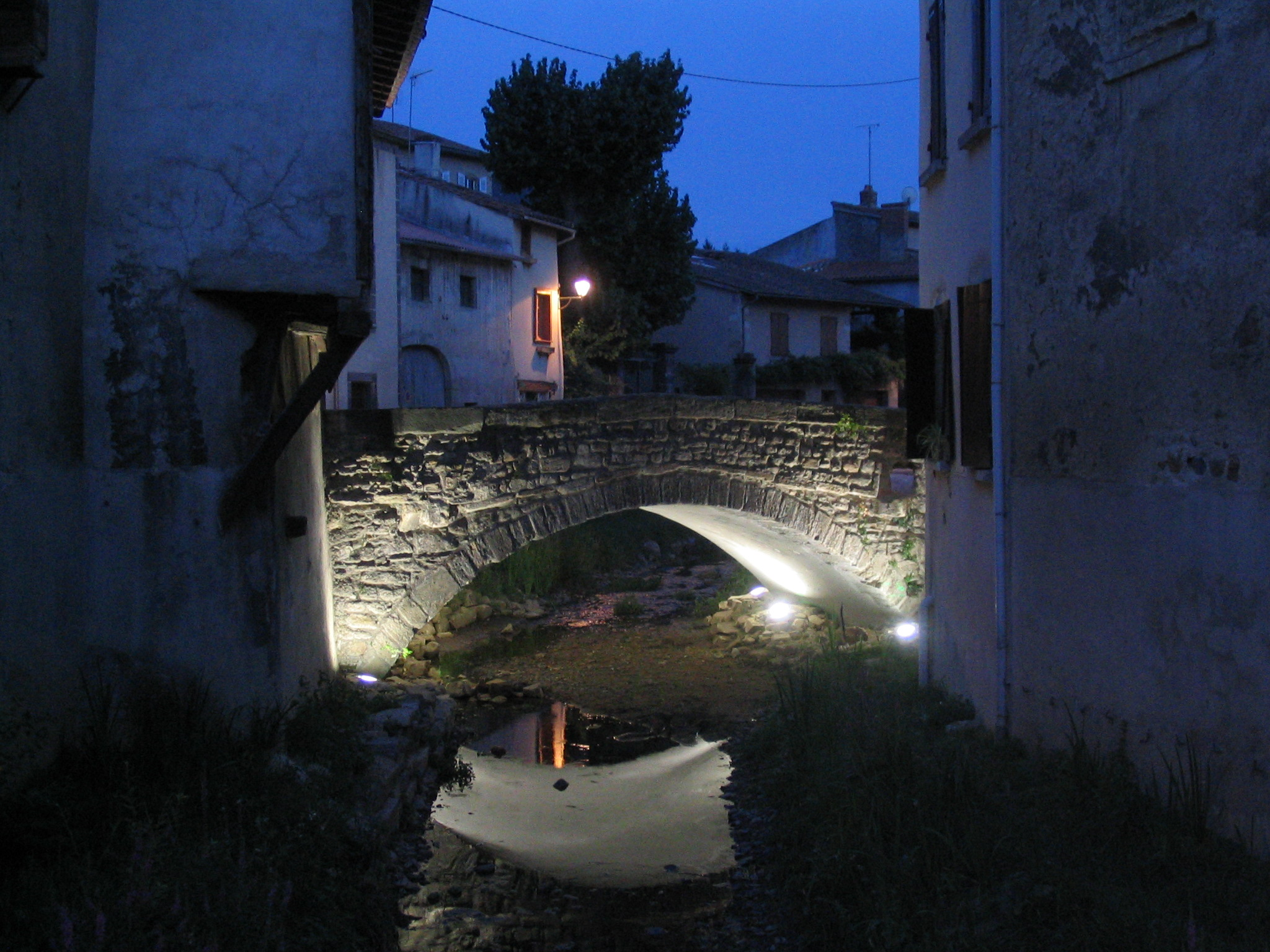
比永夜景

### 教育
比永属于克莱蒙费朗学区。截止2019年1月1日，比永境内共有1所幼儿园、2所小学和2所初级中学。2018至2019学年度，比永境内共有在校中等教育阶段学生936名。

### 医疗
截止2019年1月1日，比永境内共有全科医生6名、保健师9名、牙医6名、护士12名和助产士1名。境内共有药房2家、养老院2家、残疾人帮扶中心1家。
比永中心医院（Centre Hospitalier de Billom）是法国的一个区域性医疗机构，其主病区位于比永市区，设有床位349个，是当地规模最大的公立综合性医院。

### 住房
2017年，比永境内共有各类住房2,428套，其中72.8%为独立式居民区，26.6%为集中式居民区。常住房屋占比永市镇范围内居民建筑总量的80.2%。
在住房保障政策方面，2017年，比永境内共有515户家庭获得了住房经济补助，受益人数占总人口数量的10.9%，其中477份为房租补助。

### 商业
2019年，比永境内共有各类实体商铺138家，其中餐厅10家、大型超市2家、杂货店1家、面包房8家、肉铺3家、书店2家、银行门店5家、美容美发店10家、汽车维修店12家。市区北部建有大型开放式商业街区，市区西侧则有一家Intermarché大型超市。

### 体育
2019年，比永境内共有1家游泳池、2间体育馆、6处网球场、1处足球或橄榄球场以及1处篮球或排球场。
比永体育俱乐部（S.C. Billomois）是当地的一支足球队，2020至2021赛季参加多姆山省足球联赛。

### 环境
比永的环境事务由其所属的公共社区负责。2019年，比永境内共有1家污染企业。

### 治安
2019年，比永市镇范围内有1处宪兵队。
2014年，比永及附近地区共发生各类案件3,324起，其中盗窃类案件2,344起，经济类案件298起，毒品交易类案件86起。

## 文化
2019年，比永境内暂无任何文化设施。比永市政府提供多媒体中心，向公众全年开放。

### 建筑
比永境内有多处法国国家文物保护单位，其中圣塞尔讷夫大教堂、比永钟楼等为当地的代表性建筑物。

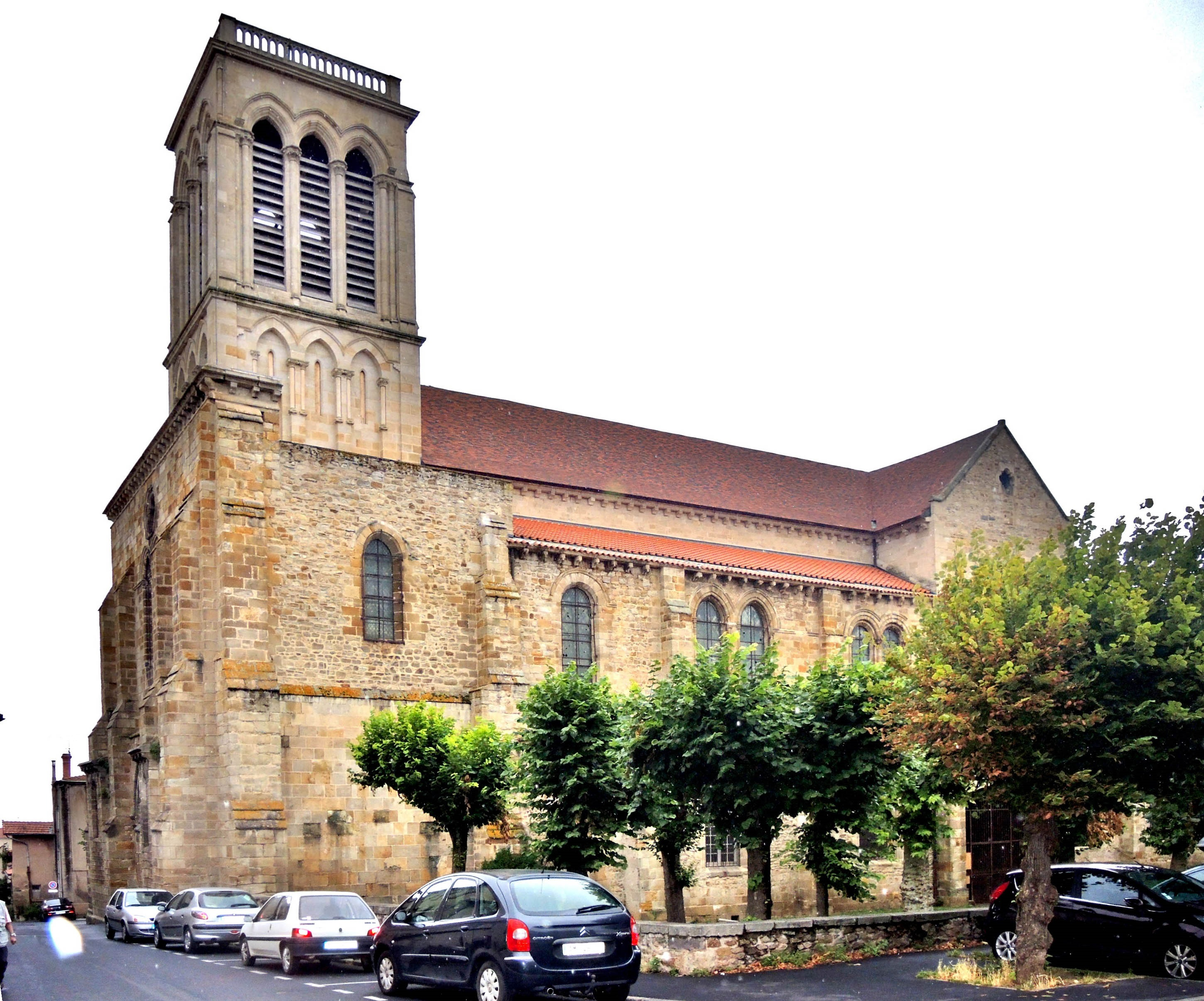
圣塞尔讷夫大教堂（法语：Collégiale Saint-Cerneuf de Billom）
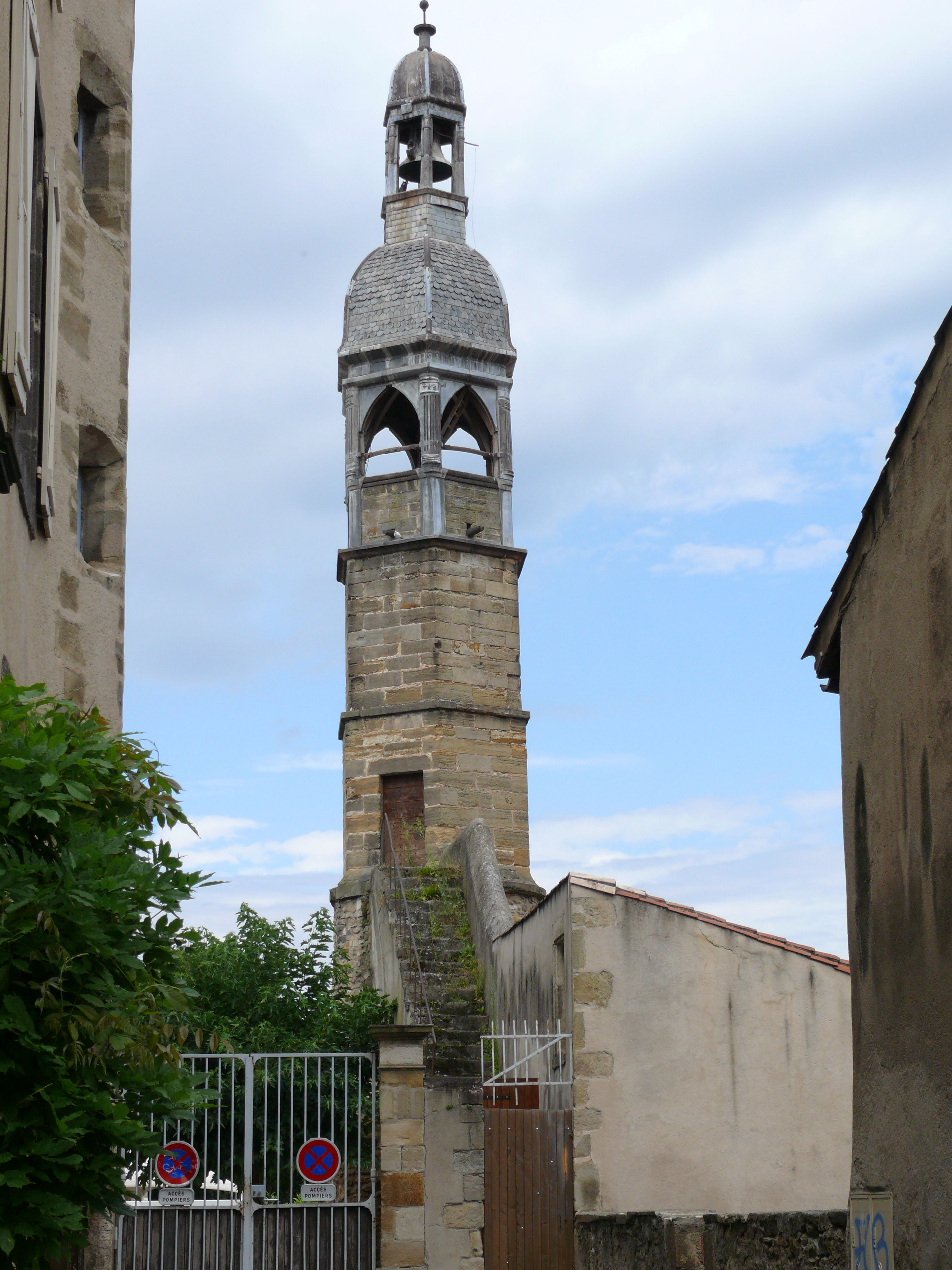
钟楼
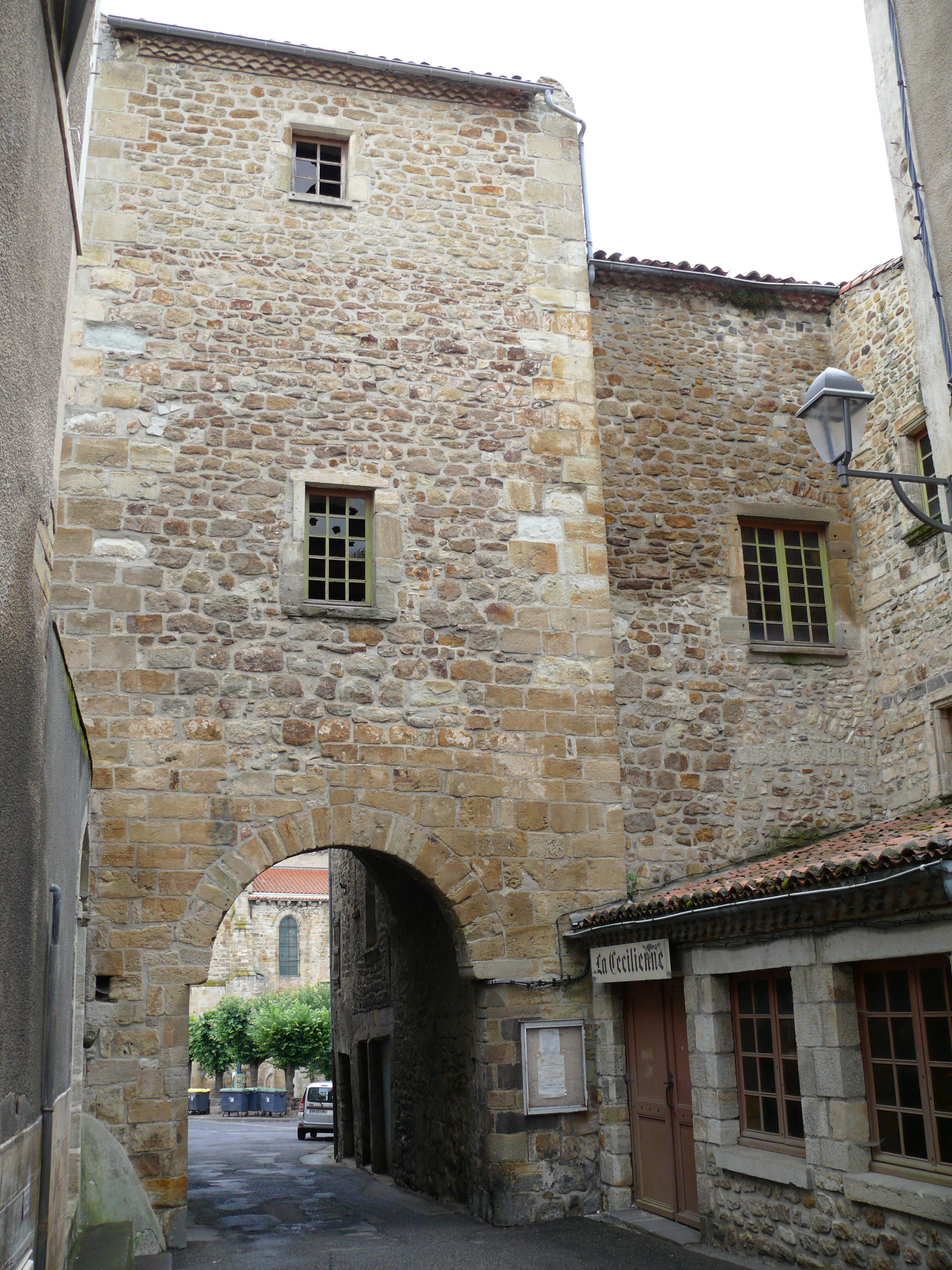
主教城楼
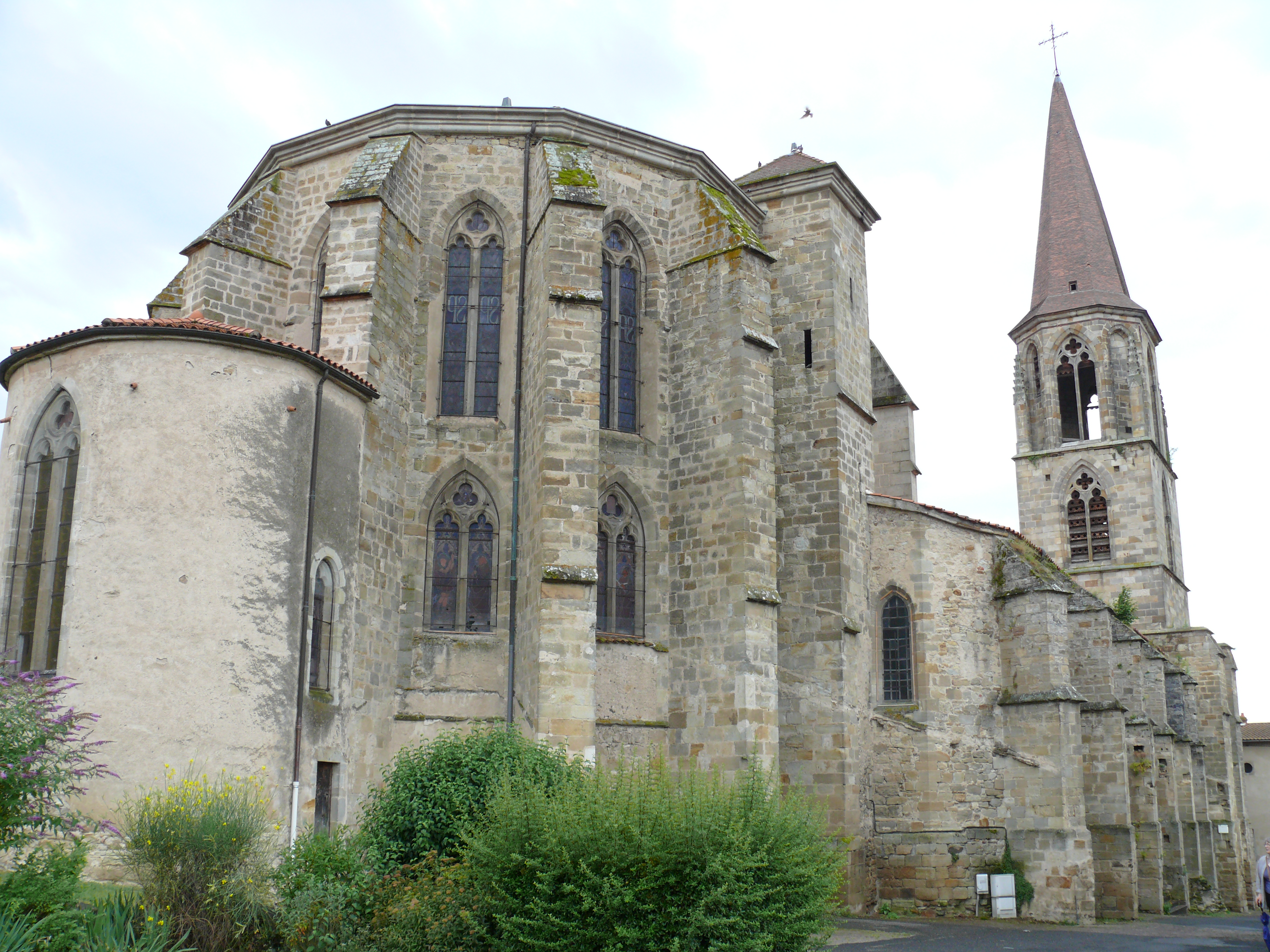
圣卢教堂（法语：Église Saint-Loup de Billom）
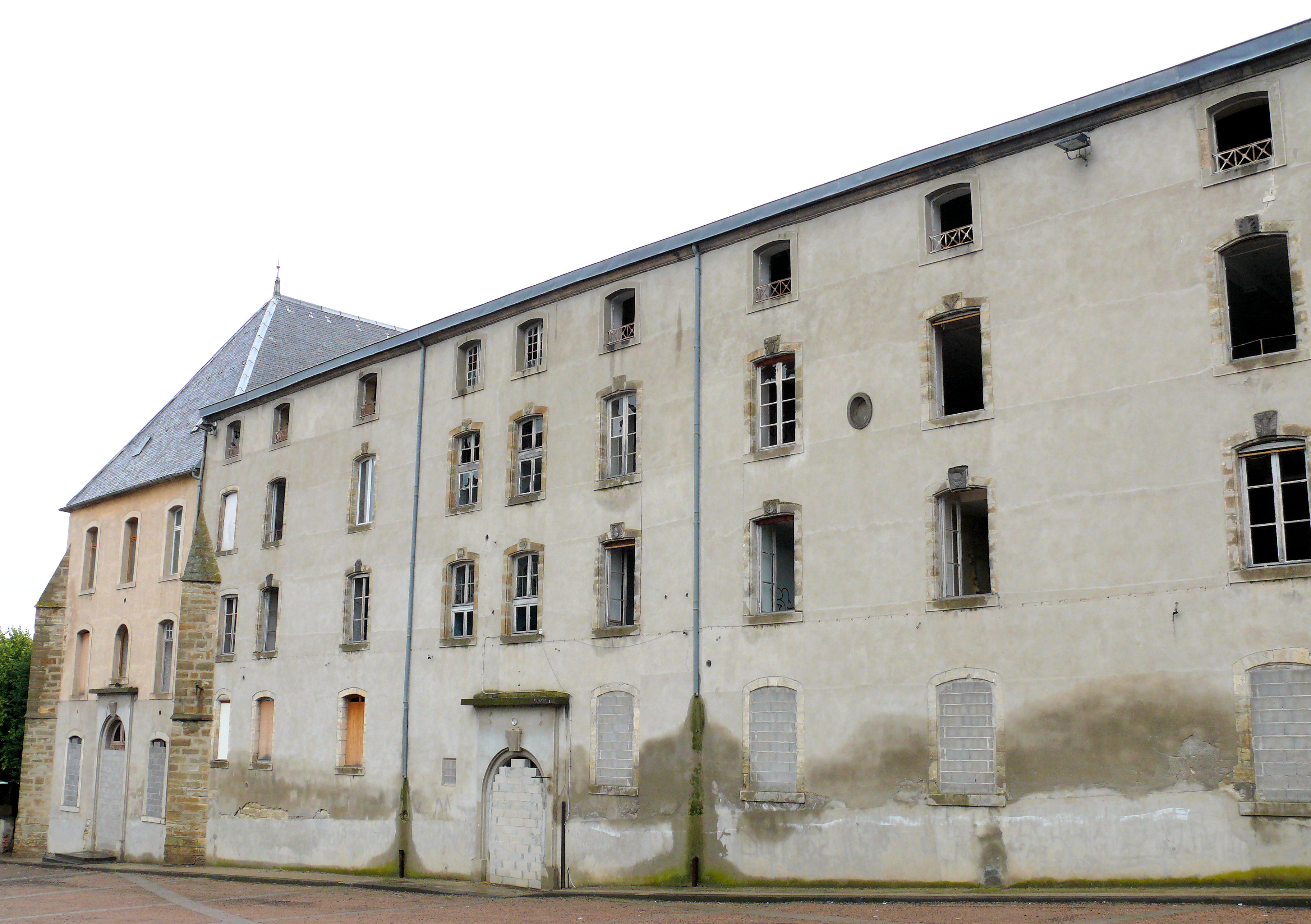
耶稣会教堂旧址
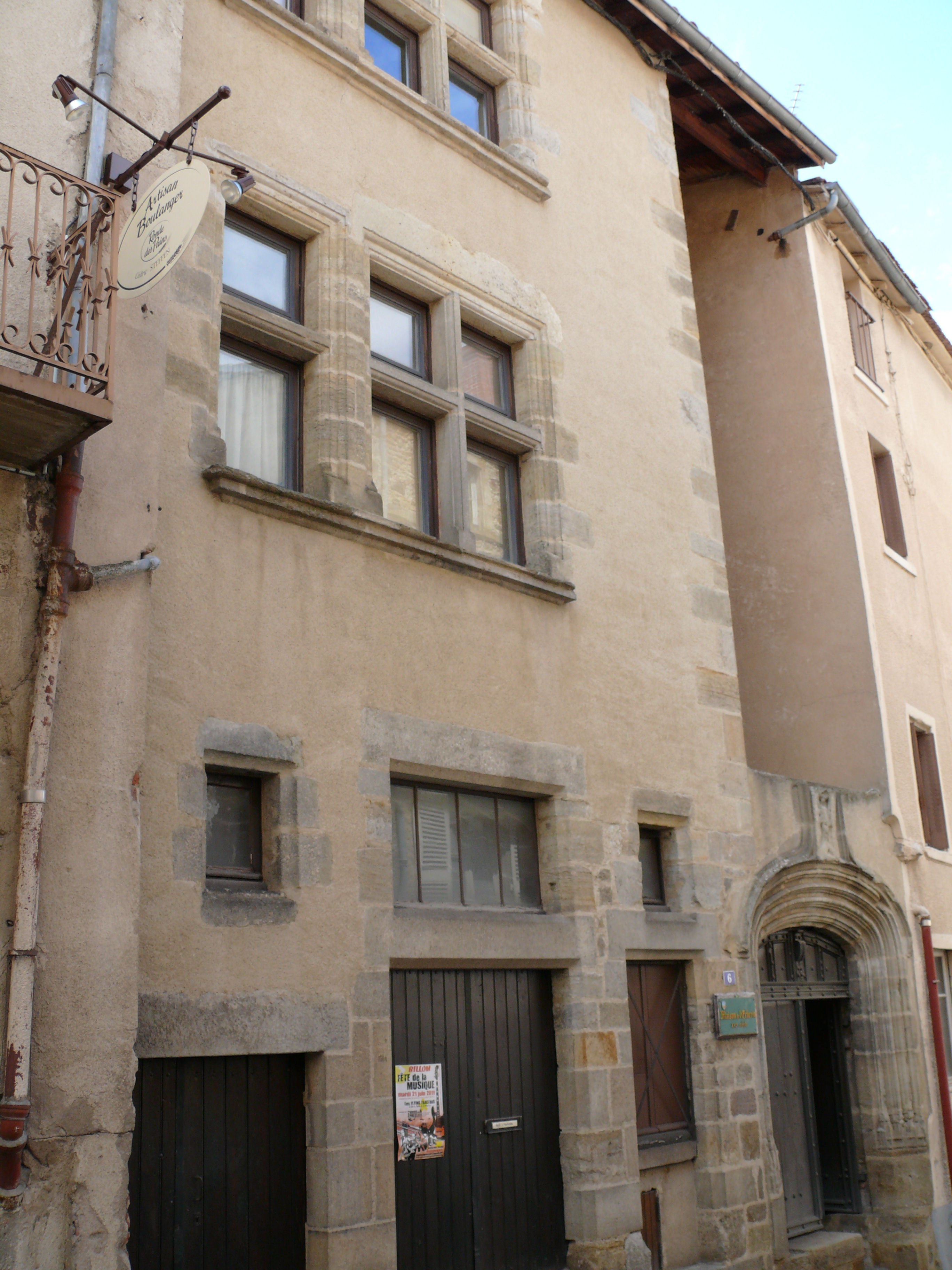
仲裁官楼（法语：Maison des Échevins (Billom)）
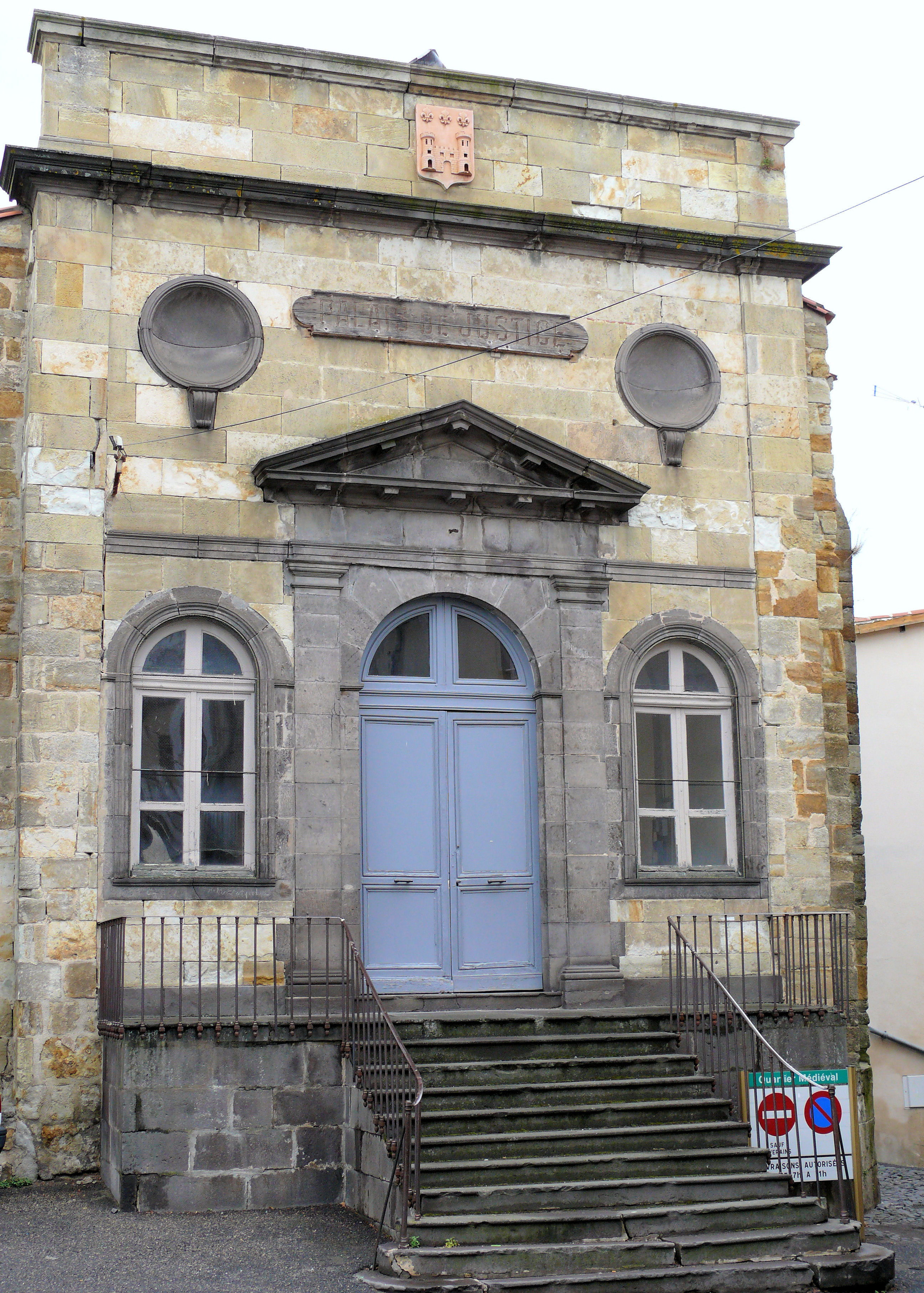
法院

### 旅游
比永的旅游事务由其所属的公共社区负责。2020年，比永境内共有1个露营地，可容纳共38辆露营车。

### 媒体
法国主要的媒体均可在比永接收，法国电视三台下属的奥弗涅-罗讷-阿尔卑斯大区频道在部分时段播出比永所属区域的地方新闻。

## 相关人物
法国作家喬治·巴代伊出生于比永。

## 友好城市
截至2021年2月，比永共与一座城市互为友好城市关系：
- 美国 巴兹敦